# (9061) 1992 WC3
(9061) 1992 WC3 là một tiểu hành tinh vành đai chính. Nó được phát hiện bởi Atsushi Sugie ở Đài thiên văn Dynic ở Nhật Bản ngày 8 tháng 8 năm 1992.